# Tiro con l'arco ai Giochi europei
Il tiro con l'arco è inserito nel programma dei Giochi europei sin dall'edizione inaugurale che si è svolta nel 2015. 

## Edizioni
| Giochi | Anno | Sede     | Gare |
| ------ | ---- | -------- | ---- |
| I      | 2015 | Baku     | 5    |
| II     | 2019 | Minsk    | 8    |
| III    | 2023 | Cracovia | 8    |

## Medagliere complessivo
Aggiornato alla terza edizione
| Pos.   | Paese       | Oro | Argento | Bronzo | Totale |
| ------ | ----------- | --- | ------- | ------ | ------ |
| 1      | Italia      | 7   | 2       | 4      | 13     |
| 2      | Regno Unito | 3   | 2       | 0      | 5      |
| 3      | Spagna      | 2   | 4       | 3      | 9      |
| 4      | Germania    | 2   | 0       | 2      | 4      |
| 5      | Paesi Bassi | 1   | 4       | 2      | 7      |
| 6      | Francia     | 1   | 1       | 1      | 3      |
| 7      | Russia      | 1   | 1       | 0      | 2      |
| 8      | Ucraina     | 1   | 0       | 2      | 3      |
| 9      | Estonia     | 1   | 0       | 0      | 1      |
| 9      | Slovenia    | 1   | 0       | 0      | 1      |
| 9      | Slovacchia  | 1   | 0       | 0      | 1      |
| 12     | Bielorussia | 0   | 2       | 1      | 3      |
| 12     | Danimarca   | 0   | 2       | 1      | 3      |
| 14     | Ucraina     | 0   | 1       | 0      | 1      |
| 15     | Turchia     | 0   | 0       | 3      | 3      |
| 16     | Georgia     | 0   | 0       | 2      | 2      |
| 17     | Lussemburgo | 0   | 0       | 2      | 2      |
| 17     | Croazia     | 0   | 0       | 1      | 1      |
| 17     | Svizzera    | 0   | 0       | 1      | 1      |
| Totale | Totale      | 21  | 21      | 21     | 63     |